# Isidoro Caja de la Jara
Isidoro Caja de la Jara (... – 26 maggio 1593) è stato un vescovo cattolico spagnolo.

## Biografia
Il 20 dicembre 1582 fu scelto da re di Spagna come candidato al titolo vescovile. Nel 1583 papa Gregorio XIII lo nominò vescovo di Mondoñedo e lo consacrò personalmente lo steso anno.
Caja de la Jara ricoprì tale incarico fino alla morte, sopraggiunta il 26 maggio 1593.